# کاکینادا
کاکینادا
شهر کاکینادا (به تلگو: తెలుగు) با جمعیت ۳۰۵٫۱۶۲ نفر در ایالت آندرا پرادش در کشور هند واقع شده‌است.